# Тупицын, Леонтий Яковлевич
Лео́нтий Я́ковлевич Тупи́цын (4 марта 1895, Орловский уезд, Вятская губерния — 24 января 1944, Ульяновка, Ленинградская область) — советский военнослужащий, участник Великой Отечественной войны, повторивший в бою подвиг Александра Матросова. Герой Российской Федерации (6.05.1994, посмертно). Рядовой.

## Биография
Леонтий Яковлевич Тупицын родился в 1895 году в починке Соплинское Вятской губернии в крестьянской семье. Окончил два класса церковно-приходской школы. Трудился батраком.
После начала Первой мировой войны в 1914 году был мобилизован в Русскую императорскую армию, участвовал в войне. В 1918 году добровольцем вступил в РККА, воевал в Гражданской войне на Южном и Восточном фронтах. Был ранен. После окончания войны служил одной из воинских частей РККА в Омске, в 1922 году был демобилизован.
В 1920-х годах работал в сельскохозяйственной артели «Октябрь» в деревне Туличан Шабалинского района Кировской области, в 1930-е годы стал бригадиром в колхозе, а затем и его председателем. Имел четверых детей.
В апреле 1942 года Оричевским военным комиссариатом призван на воинскую службу. В действующей армии с января 1943 года, воевал в 19-м стрелковом полку 90-й стрелковой дивизии. За год дважды был ранен. Участник обороны Ленинграда.
На январь 1944 года Л. Я. Тупицын был стрелком 947-го стрелкового полка 268-й стрелковой Мгинской Краснознамённой дивизии (67-я армия, Ленинградский фронт) которая держала оборону на южных подступах к Ленинграду по рубежу реки Невы севернее её излучины. 21 января 1944 года дивизия в ходе Ленинградско-Новгородской операции перешла в наступление на Мгу и в этот же день участвовала во взятии города, после чего, повернувшись на юго-запад, начала разворачивать наступление в направлении Ульяновки. Противник отводил свои войска из Мгинского выступа и оказывал ожесточённое сопротивление, удерживая коридор для выхода. На 24 января 1944 года противник продолжал удерживать Ульяновку и в этот день, когда подразделения полка залегли под пулемётным огнём, рядовой Тупицын пробрался к пулемётной точке и закрыл своим телом амбразуру пулемёта. Был посмертно представлен к званию Героя Советского Союза, но награждение не состоялось.
Похоронен в братской могиле советских воинов в Ульяновке.

## Награды
- Герой Российской Федерации (6 мая 1994, посмертно) — за мужество и героизм, проявленные в борьбе с немецко-фашистскими захватчиками в годы Великой Отечественной войне 1941-1945 годов
- Медаль «За оборону Ленинграда» (вручена 30.06.1943)[6].

## Память
- Его имя на гранитной стеле в парке Победы в Кирове.
- Имя Героя высечено золотыми буквами в зале Славы Центрального музея Великой Отечественной войны в Парке Победы города Москвы.

## Комментарии
1. ↑  Починок Соплинское (Соплинский), относившийся к Посадской волости Орловского / Халтуринского уезда, в последующем как деревня Агаповцы входил в состав Монастырщинского сельсовета Оричевского района Кировской области; не сохранился[2].